# M249 경기관총
M249 경기관총(M249 Light Machine Gun, M249 LMG), 또는 M249 분대자동화기(M249 Squad Automatic Weapon, M249 SAW)는 경기관총이자 분대 자동 화기인 FN 미니미 변종들 중 일부를 가리키는 미군 제식 명칭이다. FN 미니미는 벨기에의 파브리크 나시오날 드 에르스탈(Fabrique Nationale de Herstal)이 생산하지만, M249는 미국 자회사인 FNH USA가 생산하며 FN 미니미와는 차이가 있다. 발사속도 링크탄: 725발/분, 탄창: 1,000발/분, 유효 사거리는 800m ~ 1,000m, 수용력은 50~150발이다.

## 사진

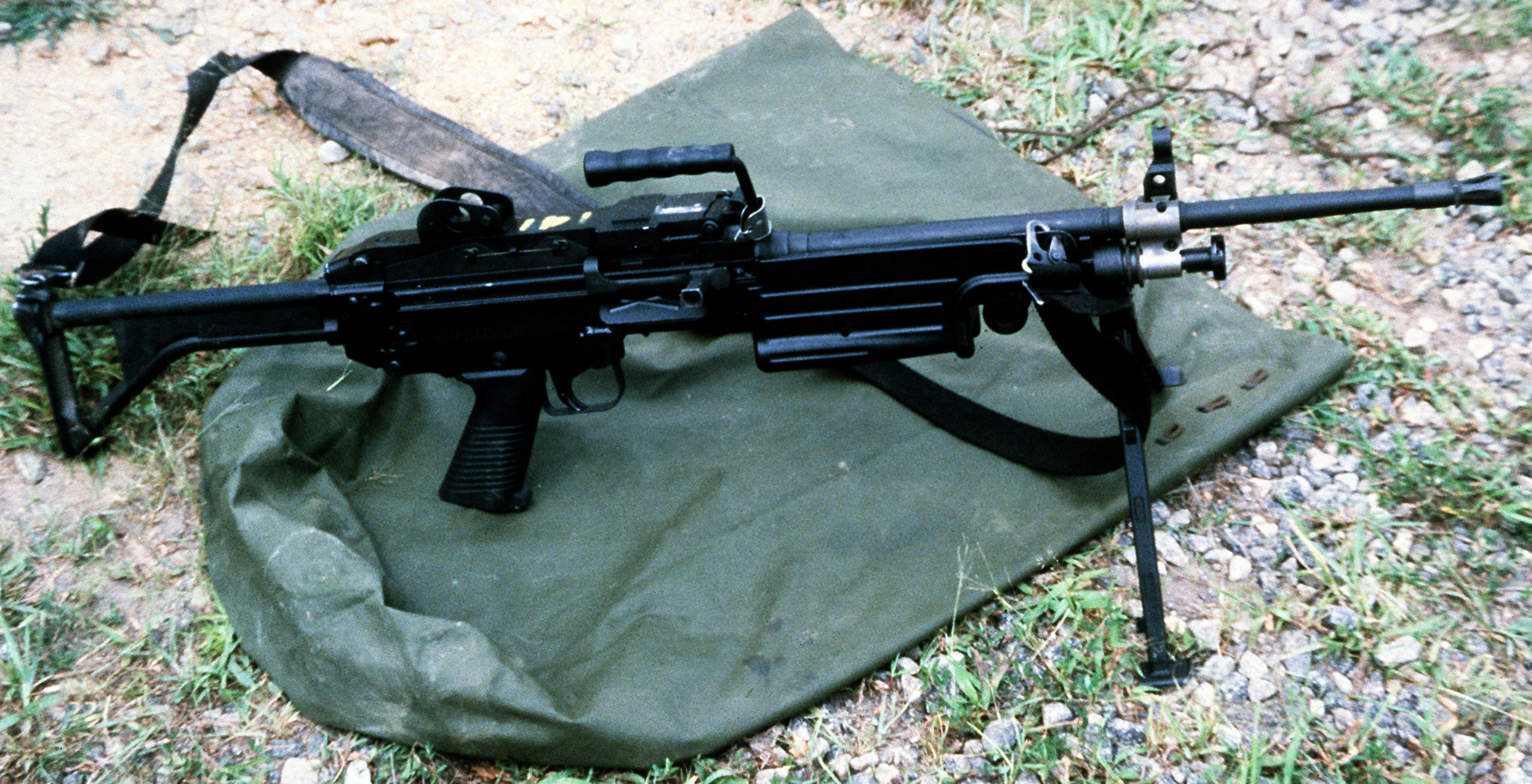
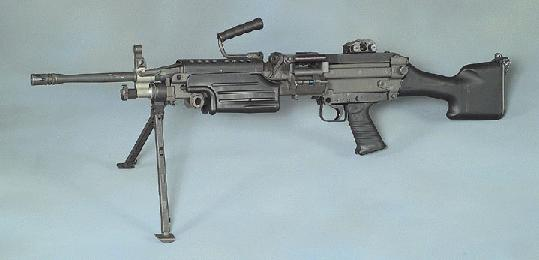
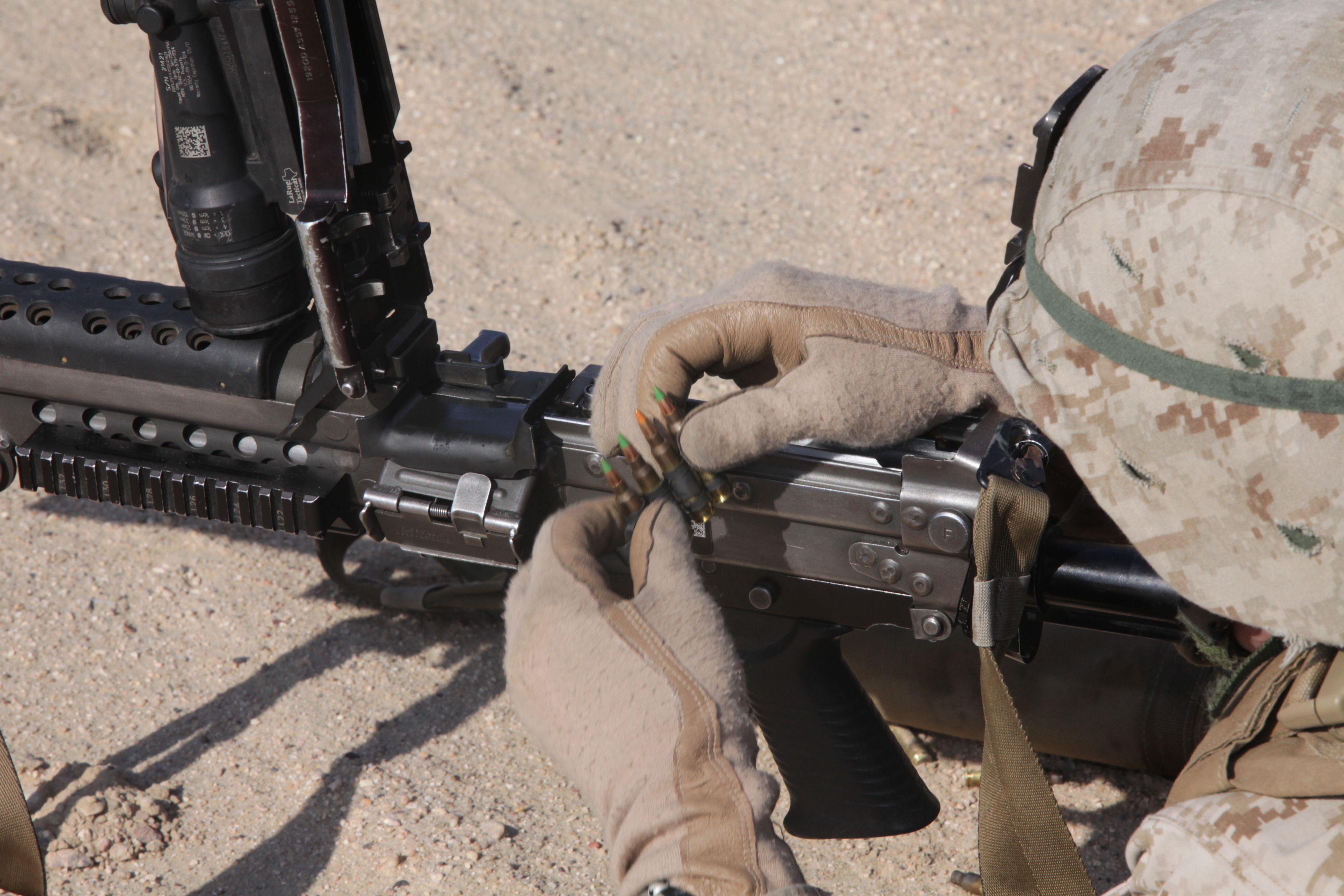
오픈 커버
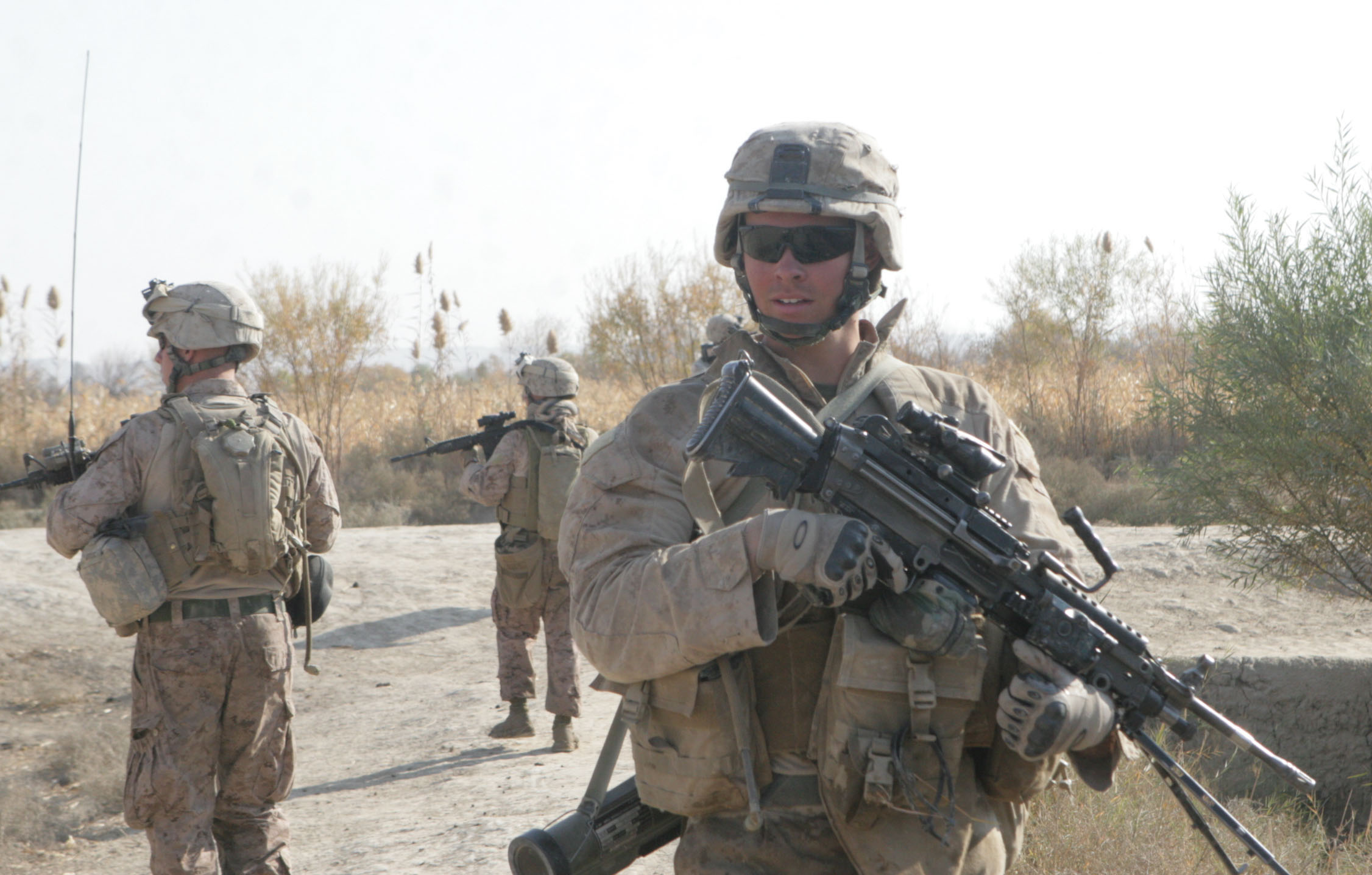
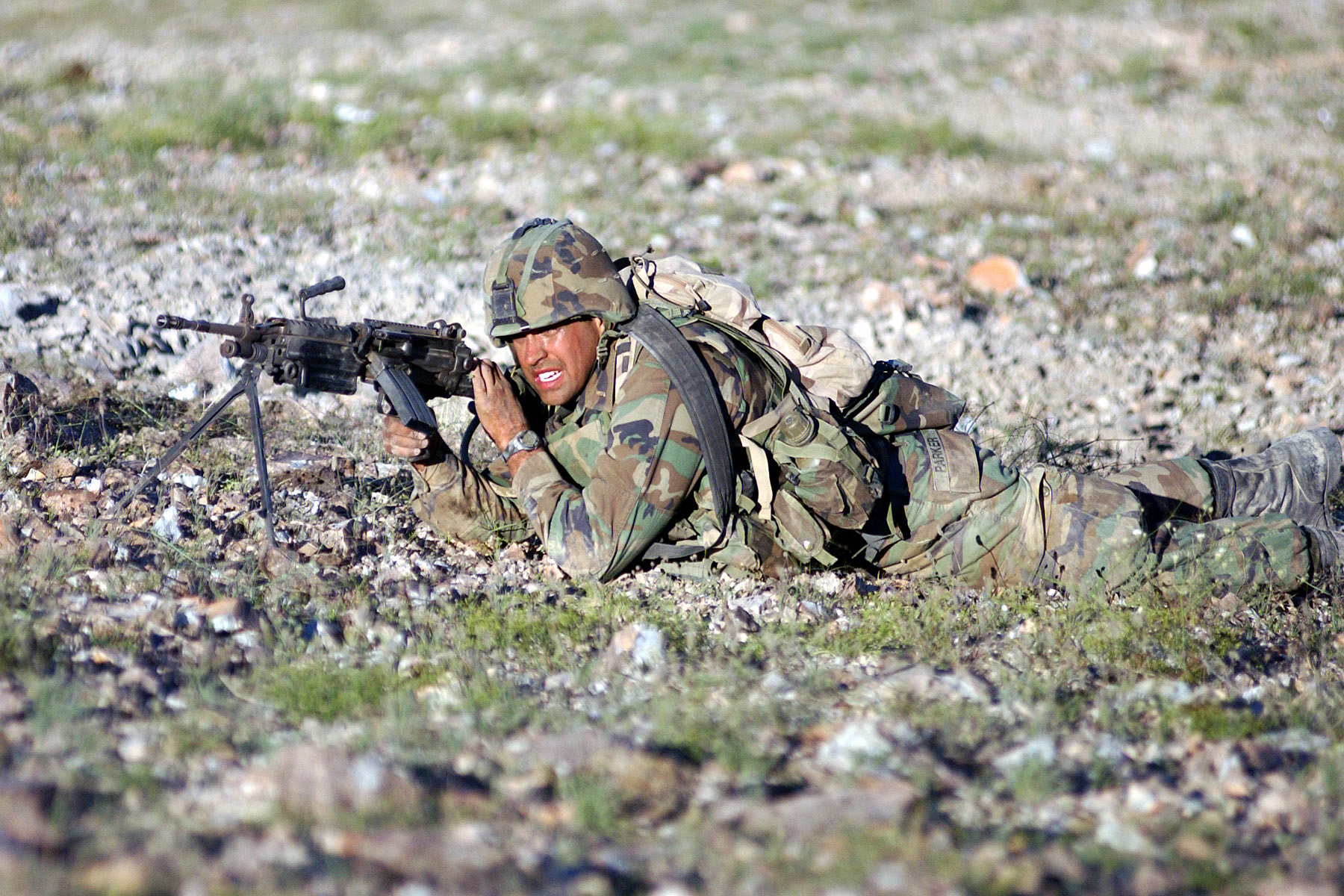
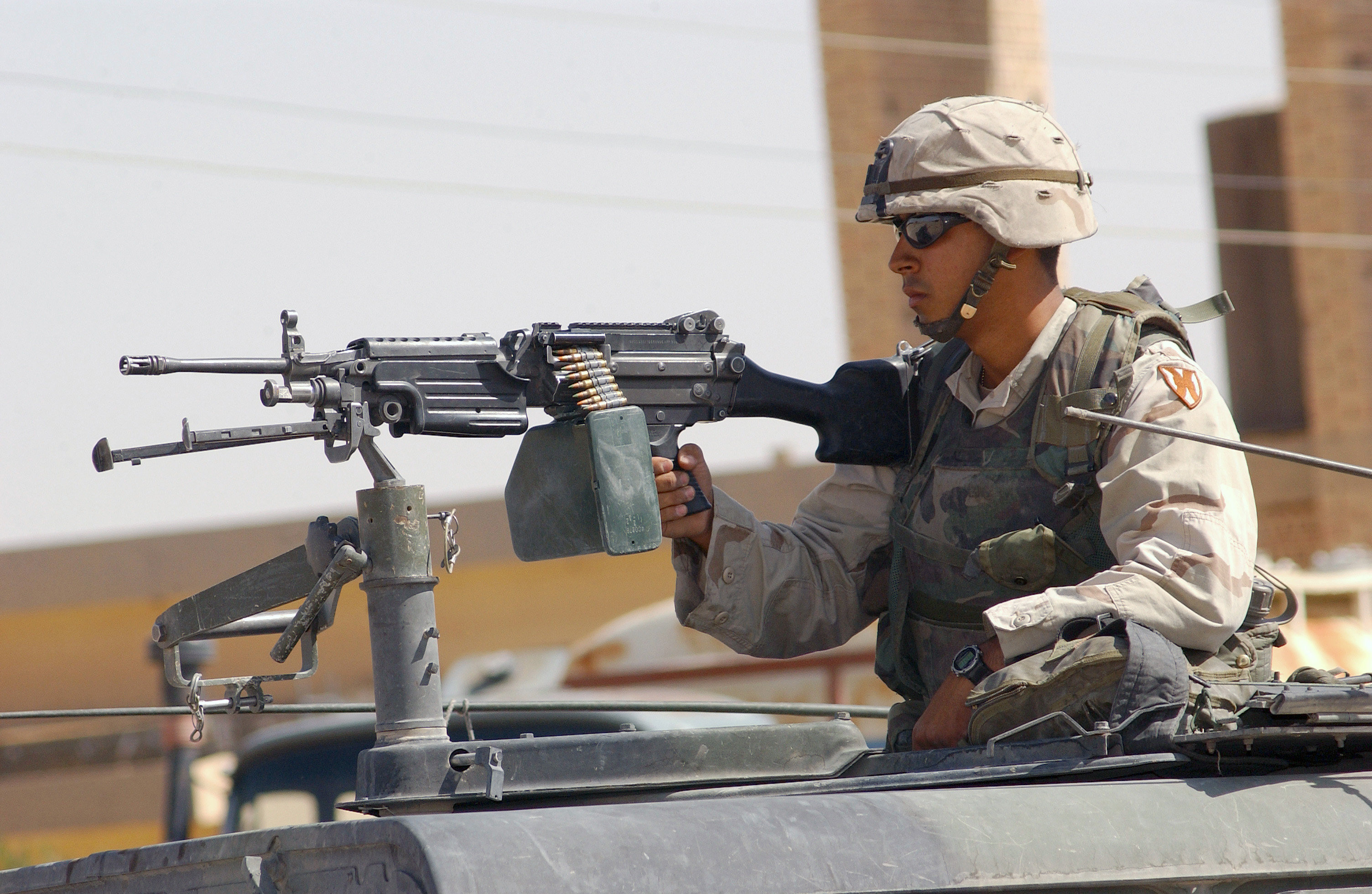
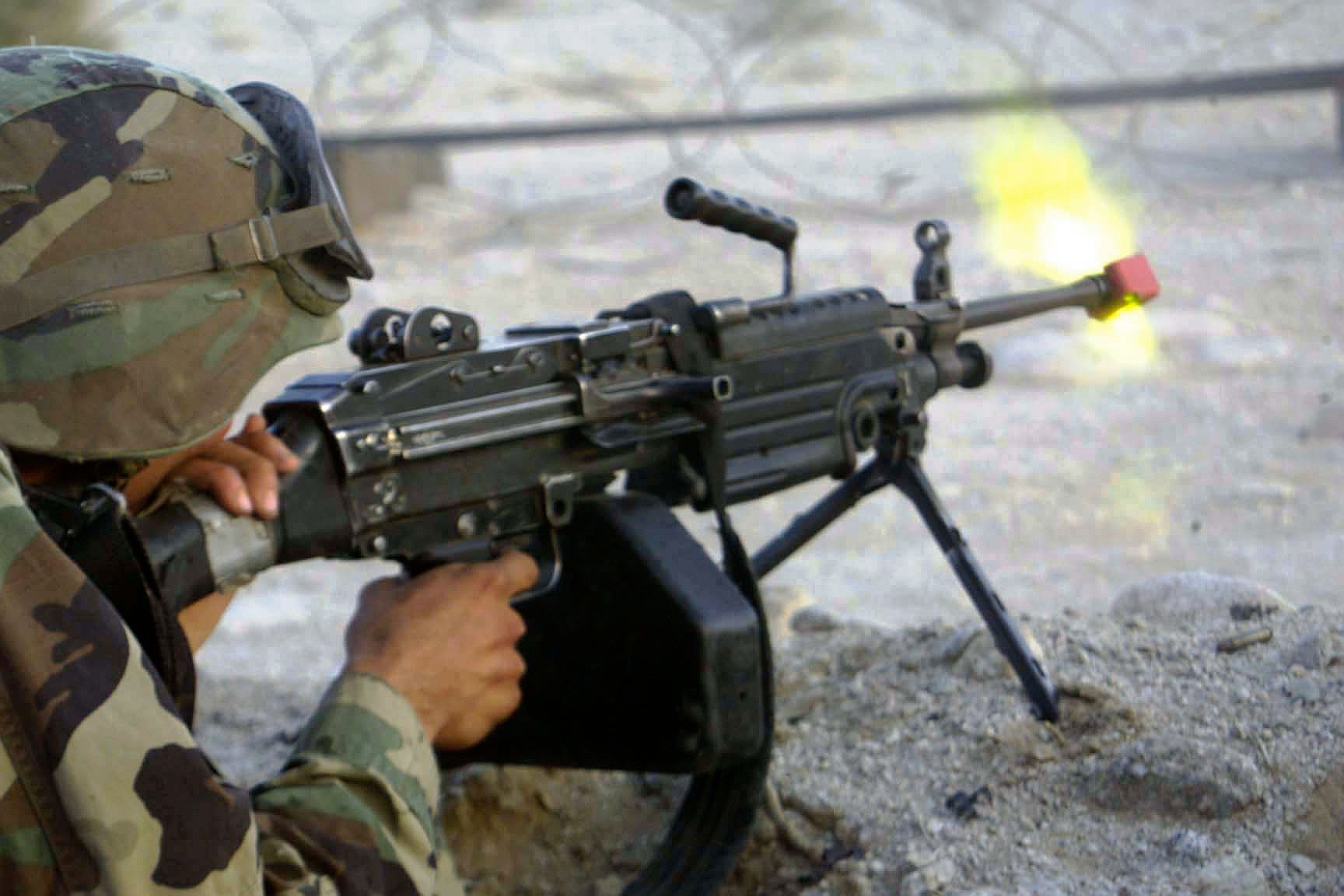
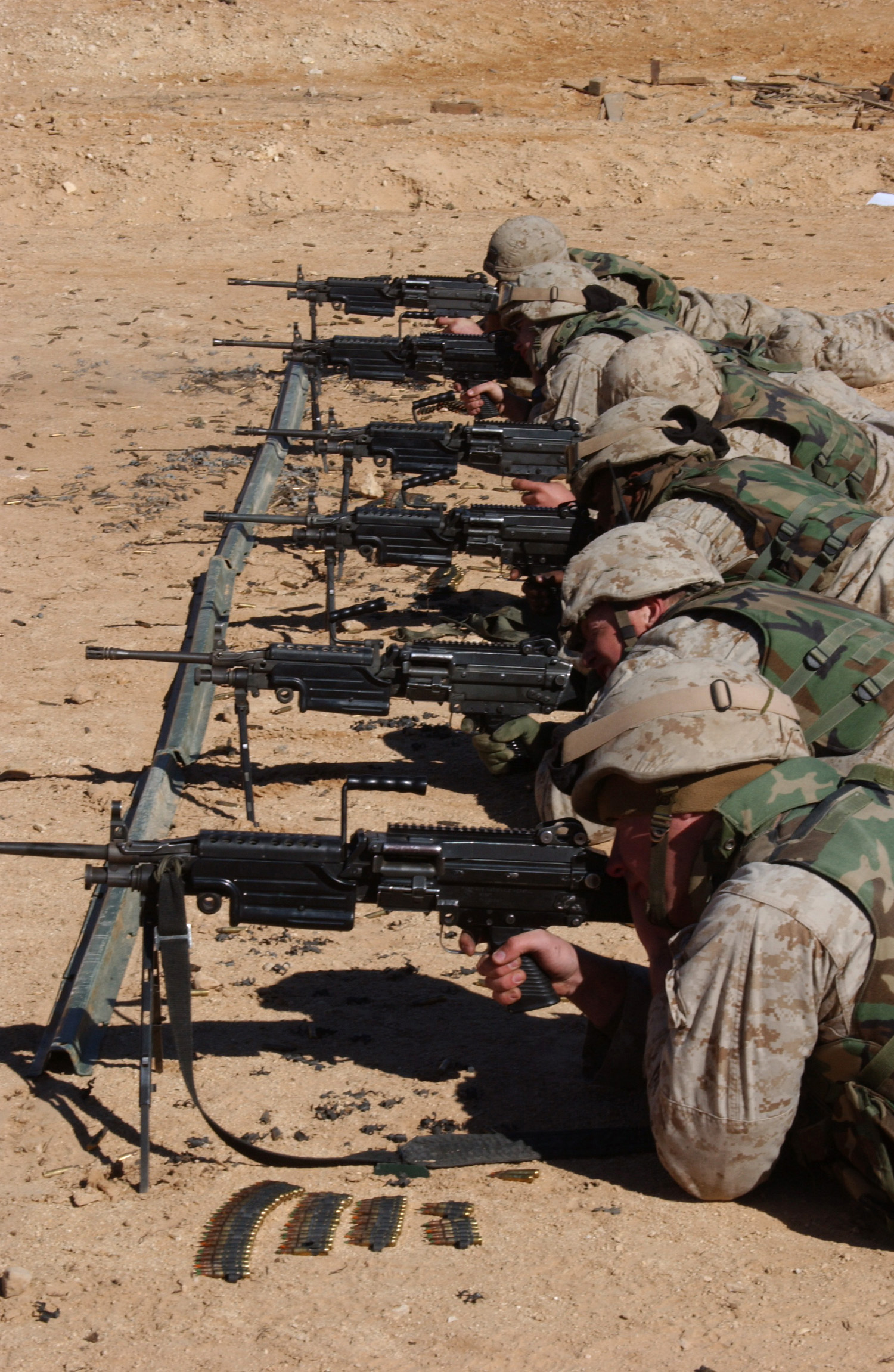
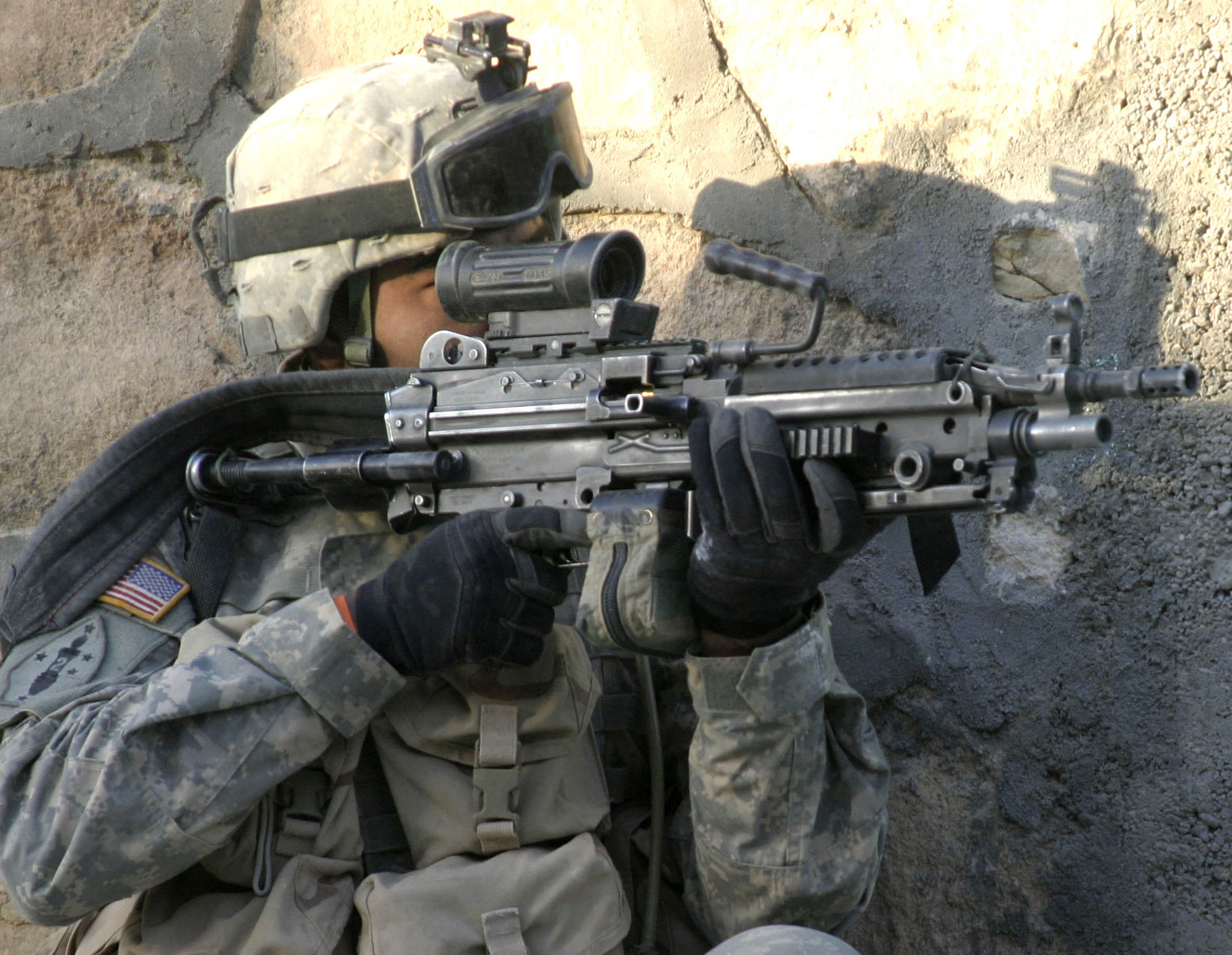
Para(공수부대) 변형 M249로 무장한 미육군 병사.
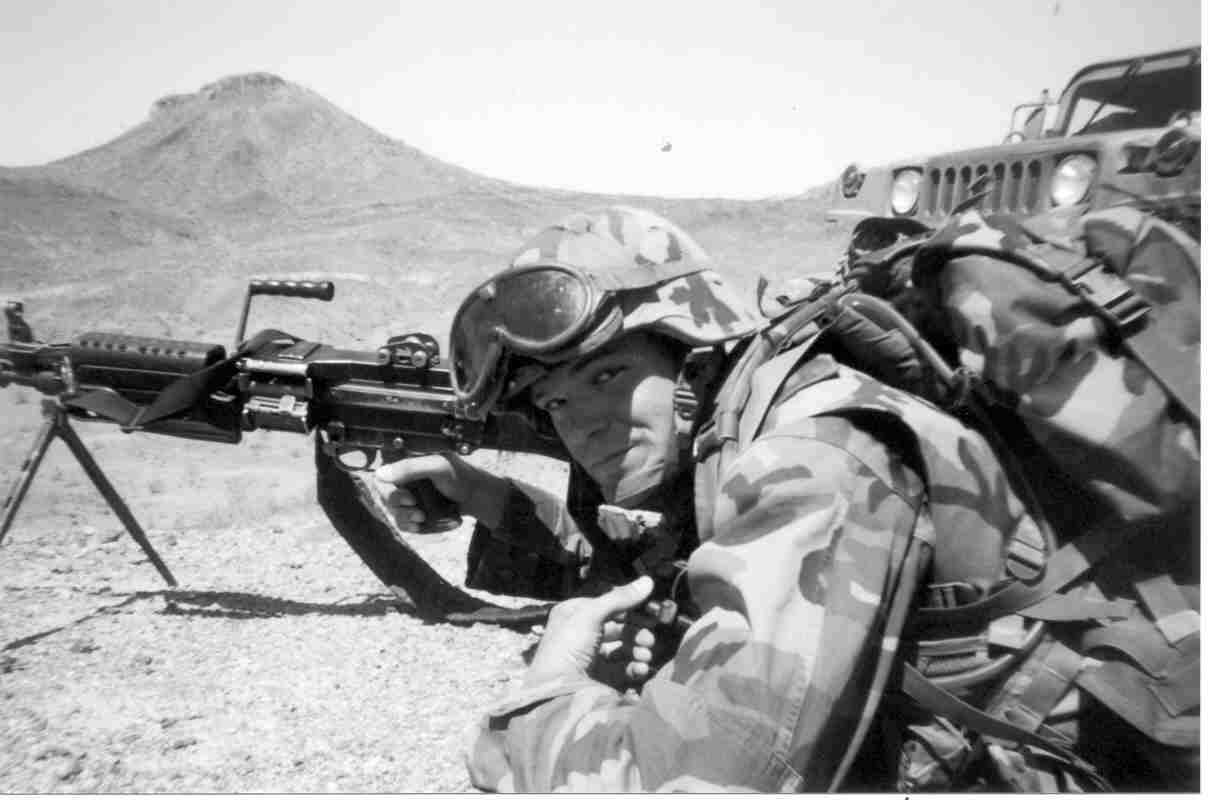
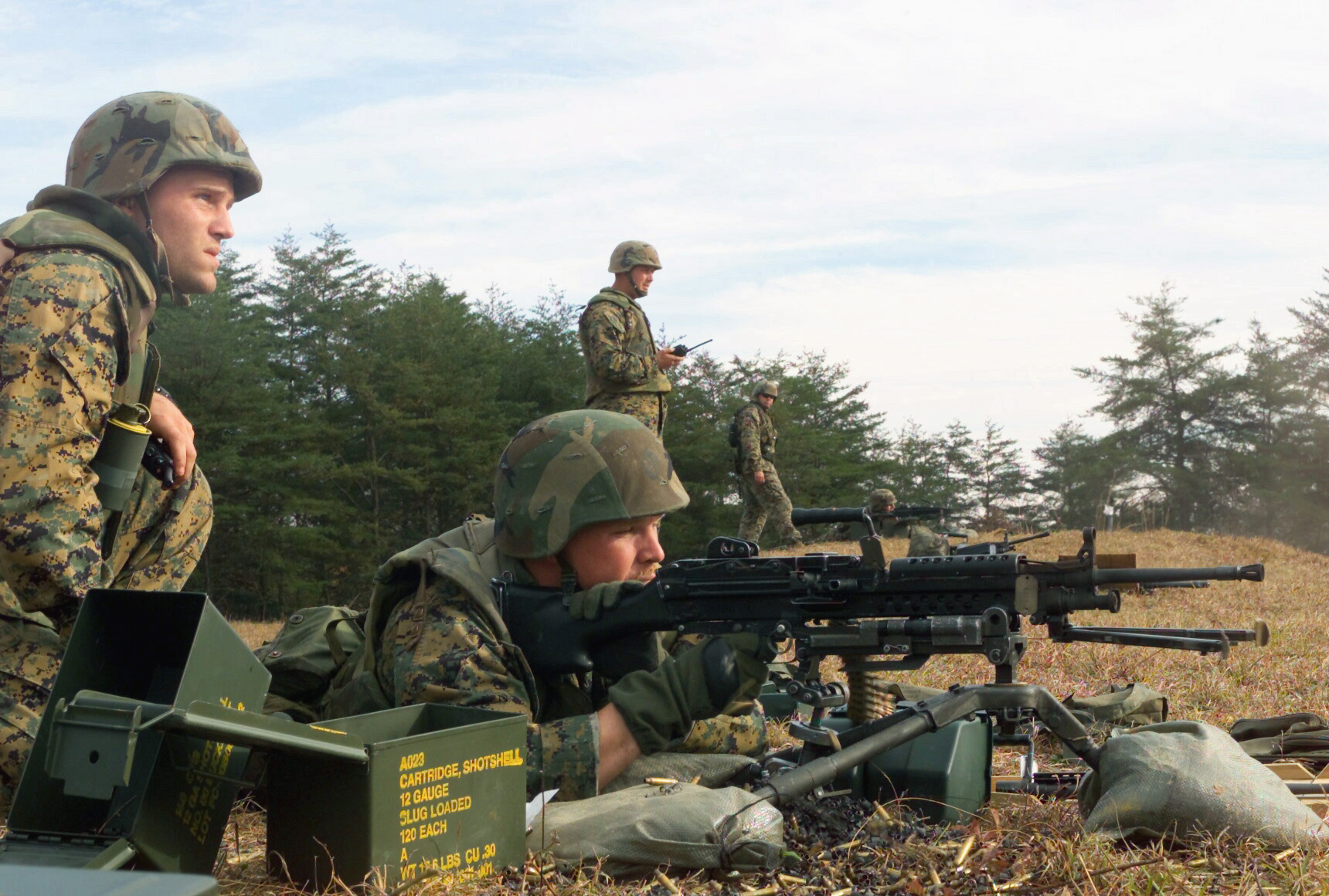
양각대에 거치하여 사격하는 모습이다.
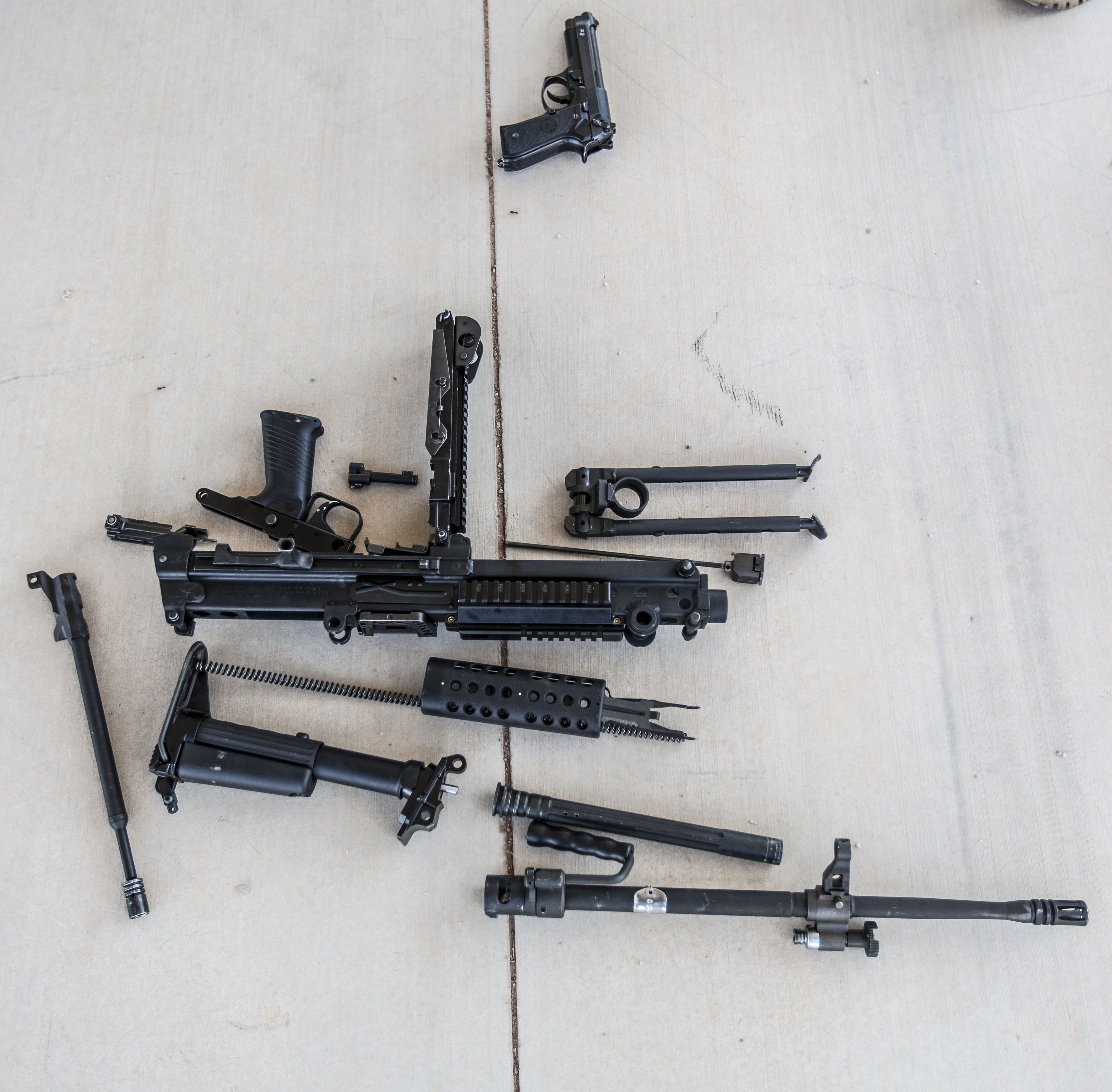
분해 된 M249

## 대중 문화
- 현용 미군의 경기관총이기 때문에 미군이 등장하는 대다수의 영화에 등장한다.

- 배틀그라운드, 배틀그라운드 모바일, 배틀그라운드: 뉴스테이트에 5.56mm탄을 사용하는 경기관총 M249로 나온다.

- 디비전 2에서 M249, M249Para가 나온다

- 영화 지.아이.조2에 나온다

- Surviv.io에 보급과 지하에 많은 문 중 하나의 문으로 들어가면 확률적으로 M249가 등장한다.

## 같이 보기
- FN 미니미
- M240 기관총
- K3 기관총
- M60 기관총
- MG3
- Mk.48 기관총
- K15 기관총